# Gruj
Gruj ali ugor (znanstveno ime Conger conger) je morska riba iz družine grujev.

## Opis
Gruj ima kačasto telo, podobno jegulji, vendar ga z njo ne smemo mešati. Gruj živi za razliko od jegulje le v morju. Odrasla riba v Jadranu doseže  tudi do 2,3 metra dolžine in do 48 kilogramov teže. V Atlantiku živijo tudi gruji, ki dosežejo do 3 metre v dolžino in so težki do 110 kilogramov. Drstijo se samo enkrat v življenju, proti koncu svoje življenjske dobe.
V naravi so gruji zelo različnih barvnih odtenkov, od svetlosive do povsem črne, kar pa je povsem odvisno od okolja, v katerem živi. Vse ribe imajo po bokih bele pike. Hrbtna plavut se začenja v višini prsnih plavuti in poteka vse do repa ribe.
Gruji so roparske ribe, ki se prehranjujejo z ostalimi ribjimi vrstami, pa tudi z drugimi morskimi organizmi, ki jih lovijo pretežno ponoči.

## Razširjenost in uporabnost
Gruj je razširjen po celem vzhodnem Atlantiku od Norveške in Islandije na severu do Senegala na jugu. Razširjen je tudi v Sredozemskem in Črnem morju, pa tudi v Jadranu. Živi predvsem v luknjah srednjih globin kamnitega dna, kjer preži na plen, preživi pa tudi do globin preko 1.100 metrov. Med podvodnimi ribiči je izjemno priljubljena lovna riba. Poleg tega ga lovijo tudi na parangal, največ pa ga pripravljajo v brodetu. Po okusnosti sodi med prvorazredne ribe in ga ponekod tudi prekajujejo.